# Catherine Carey
Lady Catherine Carey född cirka 1524, död 15 januari 1569, var en engelsk hovfunktionär. Hon var First Lady of the Bedchamber hos Elisabet I av England från 1559 till 1569.

## Biografi
Catherine Carey var dotter till Sir William Carey, Gentleman of the Privy Chamber and Esquire of the Body för kung Henrik VIII av England, och hans maka Mary Boleyn, som tidigare varit kungens älskarinna. Även om det gick rykten om att Catherine och hennes bror Henry Carey, 1:e baron Hunsdon var illegitima barn till kungen, är detta osannolikt. Henrik skulle ha tagit på sig faderskapet för alla söner, och Catherine Carey föddes flera år efter att affären avslutades.
Catherine bevittnade sin kungliga moster Anne Boleyns avrättning 1536. Hon tjänstgjorde som maid of honor (hovfröken) till både Anna av Kleve och Katarina Howard. 
Catherine Carey gifte sig år 1540 med Sir Francis Knollys. Efter giftermålet levde hon med maken på dennes gods. Det är möjligt att hon lärde känna Elisabet I under denna tid, eftersom Elisabet antyder detta i ett brev från 1553. Under Maria I av Englands regeringstid 1553–1558 levde paret i Tyskland av religiösa skäl.

### Hovkarriär
Vid drottning Elisabets trontillträde utnämndes Catherine Carey till hennes Chief Lady of the Bedchamber, vilket var den näst högsta tjänsten bland hovdamerna. Hon spelade en viktig roll vid hovet som en av monarkens förtrogna, och som den enda kvinnliga släkting Elisabet kände sig nära. Hon tillhörde Elisabets närmaste krets bland hovdamerna vid sidan av Katherine Ashley, Blanche Parry, Mary Dudley och Dorothy Stafford.
Förutom sin viktiga tjänst vid hovet, från vilken hon sällan fick ledigt, tog hon dessutom ansvaret för skötseln av makens gods, ekonomi, hushåll, personal och uppfostran av 14 barn: efter hennes död uppgav maken att hela hans familj, hushåll, egendom, ekonomi och tjänarstab var i oordning för att hon inte längre fanns där för att styra upp allt. Makarna ska ha haft ett nära förhållande.
När Catherine Carey 1569 drabbades av en allvarlig sjukdom, vägrade Elisabet först att låta henne lämna hovet för att träffa maken, som då tjänstgjorde långt därifrån, och därefter att ge maken tillstånd att komma till hovet, eftersom hon inte trodde att sjukdomen var allvarlig, något som maken beskrev som en djup otacksamhet från Elisabet efter allt Catherine hade gjort för henne.

## Barn
- Lettice Knollys, född omkring 1543, död 25 december 1634). G.m 1) Walter Devereux, 1:e earl av Essex, 2) Robert Dudley, 1:e earl av Leicester 3) Christopher Blount.
- Sir Henry Knollys, född omkring 1545, död 1583). Han var parlamentsledamot och gift med Margaret Cave (1549–1600), dotter till Sir Ambrose Cave och Margaret Willington.
- Elizabeth Knollys. Gift med Sir Thomas Leighton, son till John Leighton av Watlesburgh och Joyce Sutton, 1578. Hennes make var governör i Jersey.
- William Knollys, 1:e earl av Banbury född 1545, död 25 maj 1632). G.m 1) Dorothy Bray 2) Elizabeth Howard, dotter till Thomas Howard, 1:e earl av Suffolk och has andra maka Catherine Knyvett.
- Edward Knollys (1546–1580). Parlamentsledamot.
- Sir Robert Knollys (1547–1626). Parlamentsledamot. Gift med Catherine Vaughan, dotter till Sir Rowland Vaughan av Porthamel.
- Richard Knollys, född 1548, död 21 augusti 1596. Parlamentsledamot. Gift med Joan Heigham, dotter till John Heigham av Cliffords.
- Sir Francis Knollys "den yngre" (ca. 1552–1643). Parlamentsledamot. Gift med Lettice Barrett, dotter till John Barrett av Hanham. Svärfar till John Hampden.
- Sir Thomas Knollys. Känd för tjänstgöring i 80-åriga kriget (1568–1648). Guvernör över Oostende 1586. Gift med Odelia de Morana,  dotter till John de Morada, markis av Bergen.
- Anne Knollys (ca 1553–1608), gift med Thomas West, 2;e baron De La Warr. Mor till Thomas West, 3:e baron De La Warr.
- Catherine Knollys, född ca 1560, död 20 december 1620. G.m 1) Gerald Fitzgerald, baron Offaley, 2) Sir Phillip Butler of Watton Woodhall, en möjlig ättling till James Butler, 3:e earl av Ormonde.
- Cecily Knollys. Inga kända ättlingar.